# Meng'er Zhang
Meng'er Zhang (chinês: 张 梦儿) (Nanjing, Jiangsu, 22 de abril de 1987) é uma atriz chinesa. Ela é conhecida por interpretar Xu Xialing em Shang-Chi and the Legend of the Ten Rings (2021), no Universo Cinematográfico Marvel (MCU).

## Biografia
Zhang é filha de uma atriz e de um cenógrafo. Ela cresceu fortemente devotada às artes teatrais, a fim de seguir os passos de sua mãe. Antes de se tornar uma atriz profissional, ela estrelou produções teatrais e musicais em Nanjing, onde nasceu e foi criada, e em Xangai. Em 2009, ela se formou na Universidade de Artes de Nanjing com um diploma de bacharel. Ela frequentou a East 15 Acting School em Essex e o Russian Institute of Theatre Arts em Moscou.

## Carreira

### Início
Em 2009, Zhang participou do concurso de canto Super Girl TV da China e estava entre as 20 melhores participantes em todo o país antes de se retirar, pois seus pais haviam providenciado para ela mais estudos no exterior. Mais tarde, ela estrelou em várias produções teatrais. Em 2013, em uma adaptação para o teatro chinês, intitulada Finding Destiny (寻找 初恋), do musical coreano Finding Mr. Destiny, Zhang interpretou a protagonista feminina Luo Yan. Em 2017, ela estrelou a adaptação musical chinesa de The Street of Dawn (黎明 之 街), onde interpretou Nakanishi Akiba (仲 系 秋叶), e em Oliver Twist, onde ela interpretou Dodger. Em 2019, ela participou de In The Mood For Sorrow (马不停蹄 的 忧伤), onde foi indicada para o prêmio de Melhor Atriz no 13º Festival Internacional de Música de Daegu.

### Hollywood
Shang-Chi and the Legend of the Ten Rings foi seu primeiro papel no cinema. Antes de ser escalada, ela enviou uma fita de audição para um papel desconhecido em um filme desconhecido para mulheres que falavam mandarim e inglês. Depois de ser escalada para Shang-Chi, ela passou por um treinamento intenso de artes marciais. Durante a produção de Shang-Chi, ela recebeu conselhos do colega Ben Kingsley sobre a distinção entre atuação no palco e atuação na câmera. O diretor de Shang-Chi, Destin Daniel Cretton, também a treinou na atuação na tela, já que ela tinha pouca experiência em enquadramento de câmeras. Sua escalação no filme foi revelada no Disney Investor Day 2020, em dezembro daquele ano.

## Vida pessoal
Em 10 de maio de 2021, Zhang casou-se com Yung Lee, um designer de ação em Shang-Chi, que ela conheceu no set do filme. O elenco e a equipe de Shang-Chi, incluindo seus colegas de tela Simu Liu e Awkwafina, ofereceram uma recepção de casamento surpresa para eles na Disneylândia.

## Filmografia

### Cinema
| Ano  | Título                                    | Personagem | Notas |
| ---- | ----------------------------------------- | ---------- | ----- |
| 2021 | Shang-Chi and the Legend of the Ten Rings | Xu Xialing |       |

## Teatro
| Ano  | Título                                    | Personagem                | Notas                                                                                    |
| ---- | ----------------------------------------- | ------------------------- | ---------------------------------------------------------------------------------------- |
| 2013 | Finding Destiny 《寻找初恋》              | Luo Yan 骆颜              |                                                                                          |
| 2014 | The Miraculous Journey of Edward Tulane   |                           |                                                                                          |
| 2016 | The Moon and Sixpence                     |                           |                                                                                          |
| 2017 | The Street of Dawn 《黎明之街》           | Nakanishi Akiba 仲系 秋叶 |                                                                                          |
| 2017 | Oliver Twist                              | Dodger                    |                                                                                          |
| 2019 | In The Mood For Sorrow 《马不停蹄的忧伤》 | Lin Baosheng 林宝笙       | Indicada para o prêmio de Melhor Atriz no 13º Festival Internacional de Música de Daegu. |